# Observatorul din Berlin

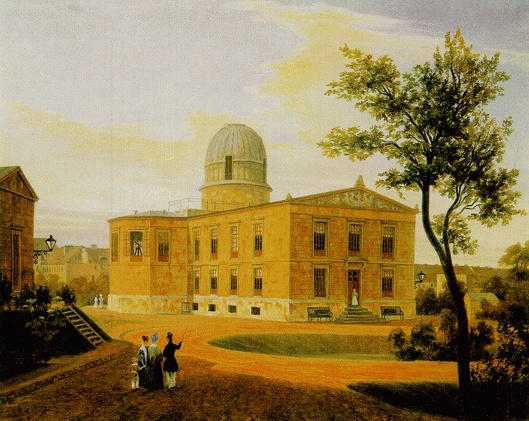
Observatorul din Berlin (Neue Berliner Sternwarte) situat la Berlin (Kreuzberg)

Observatorul din Berlin a fost un observator astronomic construit de Karl Friedrich Schinkel în 1832-1835.

## Istorie

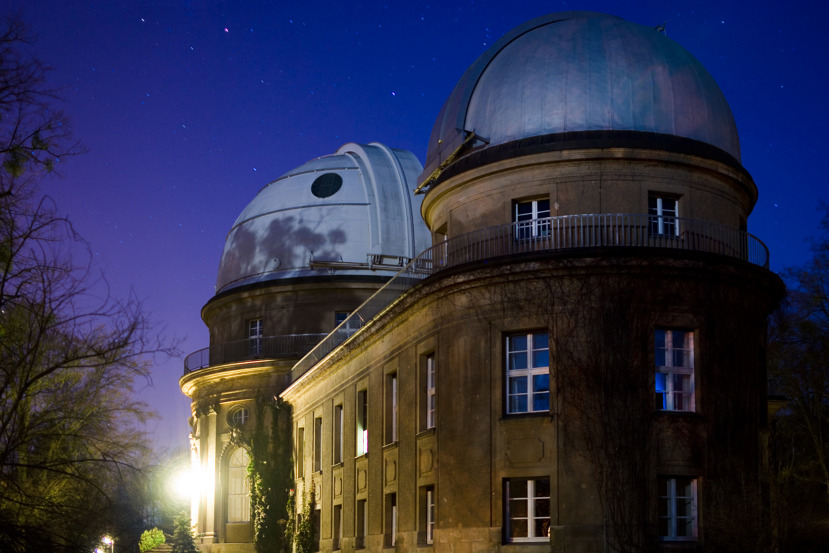
Din 1913, activităţile observatorului au fost transferate la noul obsevator de la Babelsberg (fotografie luată în 2006).

Observatorul din Berlin își află originile în 1700 când Gottfried Leibniz a fondat « Societatea Branderburgheză » care a devenit mai târziu Academia Regală Prusacă de Științe. Deși la construire observatorul se afla în exteriorul orașului, acesta dezvoltându-se, după un secol observatorul era înconjurat de alte clădiri care conturbau observațiile astronomice. De aceea activitatea observatorului a fost mutată la noul observator de la Babelsberg, în 1913.

## Cercetători
Astronomi renumiți ca Johann Franz Encke, Friedrich Wilhelm Bessel și Johann Gottfried Galle au lucrat în acest observator.

## Descoperiri importante
Aici Johann Gottfried Galle a descoperit planeta Neptun în 1846.

## Foști directori
| Directorii Observatorului din Berlin | Directorii Observatorului din Berlin            | Directorii Observatorului din Berlin | Directorii Observatorului din Berlin          |
| ------------------------------------ | ----------------------------------------------- | ------------------------------------ | --------------------------------------------- |
| 1.                                   | 1700–1710 Gottfried Kirch (1639–1710)           | 9.                                   | 1756–1758 Johann Jakob Huber (1733–1798)      |
| 2.                                   | 1710–1716 Johann Heinrich Hoffmann (1669–1716)  | 10.                                  | 1758 Johann Albert Euler (1734–1800)          |
| 3.                                   | 1716–1740 Christfried Kirch (1694–1740)         | 11.                                  | 1764–1787 Johann III Bernoulli (1744–1807)    |
| 4.                                   | 1740–1745 Johann Wilhelm Wagner (1681–1745)     | 12.                                  | 1787–1825 Johann Elert Bode (1747–1826)       |
| 5.                                   | 1745–1749 August Nathanael Grischow (1726–1760) | 13.                                  | 1825–1863 Johann Franz Encke (1791–1865)      |
| 6.                                   | 1752 Jérôme Lalande (1732–1807)                 | 14.                                  | 1865–1903 Wilhelm Julius Foerster (1832–1921) |
| 7.                                   | 1754 Johann Kies (1713–1781)                    | 15.                                  | 1904–1920 Hermann Struve (1854–1920)          |
| 8.                                   | 1755 Franz Maria Aepinus (1724–1802)            | 16.                                  | 1921–1946 Paul Guthnick (1879–1947)           |